# محاصره ادسا (۱۱۴۴)
محاصرهٔ ادسا از ۲۸ نوامبر تا ۲۴ دسامبر ۱۱۴۴ میلادی روی داد و در نتیجهٔ آن پایتخت صلیبیون کنت‌نشین ادسا به تصرف عمادالدین زنگی، اتابک موصل و حلب درآمد. این روی داد ایجاد جنگ صلیبی دوم را تسریع کرد.

## پیش‌زمینه
کنت‌نشین ادسا نخستین ایالت صلیبی بود که در طول نخستین جنگ صلیبی پایه‌گذاری شد. این رویداد در ۱۰۹۸ میلادی و هنگامی که بالدوین اول سپاه اصلی جنگجویان نخستین جنگ صلیبی را رها کرد و به دنبال تشکیل پرنس‌نشین خود رفت، روی داد.
ادسا شمالی‌ترین و همچنین ضعیفترین و کم‌جمعیت‌ترین آن‌ها بود. به همین دلیل، آن‌ها توسط دولت‌های مسلمان اطراف تحت فرمانروایی آل ارتق، دانشمندیان و ترکان سلجوقی مکرراً مورد حمله قرار می‌گرفتند. کُنت بالدوین دوم و کُنت بعدی کُنت جوسلین پس از شکستشان در نبرد حران در سال ۱۱۰۴ اسیر شدند. بالدوین و جوسلین هر دو در سال ۱۱۲۲ برای دومین بار اسیر شدند و اگرچه ادسا بعد از نبرد اعزاز در سال ۱۱۲۵ تاحدودی بهبود یافت اما ژوسلین در نبردی در سال ۱۱۳۱ کشته شد. جانشین او، ژوسلین دوم مجبور به ایجاد اتحاد نظامی با امپراتوری بیزانس شد، اما در سال ۱۱۴۳، امپراتور بیزانس ژان دوم و پادشاه اورشلیم فولک هردو درگذشتند. پس از ژان، پسرش مانوئل یکم امپراتور بیزانس گشت و مشغول محکم کردن پایه‌های قدرتش در مقابل برادران بزرگترش شد. همچنین همسر فالک به همراه پسرش بالدوین سوم جانشین فالک شدند. ژوسلین که همچنین با ریموند دوم، کُنت طرابلس و ریموند پواتیه، پرنس انطاکیه مشغول نزاع بود، ادسا را بدون هیچ متحد قدرتمندی رها کرد.

## محاصره ادسا
در سال ۱۱۴۴، جوسلین موفق شد پیمانی نظامی را با قرا ارسلان، حاکم ارتقی دیاربکر علیه رشد قدرت و نفوذ عمادالدین زنگی برقرار نماید. جوسلین همراه اکثر ارتش خود برای کمک و دفاع از قرا ارسلان علیه حلبی‌ها به راه افتاد. زنگی که با مرگ فالک در ۱۱۴۳ دچار برتری نسبی شده بود با عجله برای محاصرهٔ ادسا به سمت شمال حرکت کرد و در ۲۸ نوامبر به آنجا رسید. شهر پس از رسیدن این خبر، آماده برای محاصره شدن شده بود؛ اما تعداد آن‌ها کم بود، زیرا جوسلین و سایر ارتشش در جای دیگری حضور داشتند.
دفاع از شهر بر عهدهٔ اسقف لاتینی، هوگو، اسقف ارمنی، جان و اسقف ژاکوبی، باسیل قرار داشت. جان و باسیل مطمئن شدند که هیچ‌یک از مسیحیان محلی شهر به زنگی پناهنده نخواهند شد. هنگامی که جوسلین خبر محاصره را شنید با دانستن اینکه بدون کمک دیگر ایالت‌های صلیبی نخواهد توانست زنگی را عقب براند، ارتشش را به سمت تل بشیر برد. در اورشلیم، ملکه ملیساند، به درخواست جوسلین با فرستادن ارتشی به فرماندهی ماناسز هیرجز، فیلیپ نابلس و دیگران، پاسخ داد. ریموند پواتیه، پرنس انطاکیه از آنجایی که نیروهایش در کیلیکیه مشغول مبارزه با بیزانسی‌ها بودند، درخواست کمک به جوسلین را رد کرد.
زنگی همهٔ شهر را در محاصره گرفت، از آنجایی که می‌دانست هیچ ارتشی از شهر دفاع نمی‌کند. هنگامی که نیروهای کمکی کرد و ترکمن به نیروهای او پیوستند، او شروع به ساختن ابزار محاصره و نقب زدن در زیر دیوارهای شهر نمود. ساکنان شهر تا جایی که می‌توانسند در شهر مقاومت کردند ولی از آنجایی که تجربه‌ای در زمینه مبارزه تحت محاصره نداشتند، بیشتر برج‌های دژ شهر بدون نیروی دفاعی باقی ماندند. آن‌ها همچنین دانش مبارزه با نقب‌کن‌ها را هم نداشتند، در نتیجه در ۲۴ دسامبر قسمتی از دیوار در نزدیکی دروازهٔ اسب‌ها فرو ریخت. نیروهای زنگی به داخل شهر هجوم بردند و تمام کسانی که قادر به فرار از دژ نبودند را کشتند. هزاران نفر از جمله اسقف هوگو از ترس در زیر دست و پا، له یا خفه شدند. زنگی فرمان توقف کشتار را به نیروهایش صادر کرد اگرچه تمام اسیران لاتینی که او دستگیر کرده بود، اعدام شدند و مسیحیان محلی اجازه یافتند با آزادی به زندگیشان بازگردند. دژ در ۲۶ دسامبر به تصرف درآمد و یکی از فرماندهان زنگی به نام زین الدین علی کوتچوک به عنوان فرماندار آنجا منصوب گردید و در همان حال اسقف باسیل ظاهراً اعلام کرد که به هرکس که به شهر حکومت کند درصورتی که او را به عنوان رهبر مسیحیان به رسمیت بشناسد، وفادار خواهد بود.

## پیامد

مسیر حملات در جنگ صلیبی دوم

ژوسلین دوم همچنان به حفظ بقایای ایالت خود از تل بشیر ادامه داد، اما بقیه سرزمین‌هایش کم‌کم توسط مسلمانان تسخیر یا به بیزانسی‌ها فروخته شد. زنگی خود را در سراسر جهان اسلام به عنوان «مدافع مذهب» و المالک المنصور، ستایش می‌کرد. او از ترس رویدادهای موصل، حمله به قلمرو باقی مانده ادسا یا مسیحیان انطاکیه را ادامه نداد و مجبور شد به خانه بازگردد و بار دیگر دیدگاه خود را متوجه دمشق سازد. با این حال، او در سال ۱۱۴۶ توسط یک برده کشته شد و پسرش نورالدین زنگی در حلب جانشین او شد.
اخبار سقوط ادسا توسط زائران در ابتدای سال ۱۱۴۵ به اروپا رسانده شد و سپس توسط سفارتخانه‌های انطاکیه، اورشلیم و ارمنستان تأیید شد. اسقف هیو جبله این خبر را به پاپ اوژن سوم گزارش داد، کسی که در ۱ دسامبر همان سال، فرمان کوانتوم پردسسورس را صادر کرد، و خواستار برپایی جنگ صلیبی دوم شد.